# Charles Courtney Curran
Charles Courtney Curran (1861 – 1942) fue un pintor impresionista estadounidense.
Curran nacido en Hartford, Kentucky, se trasladó a Sandusky (Ohio) en 1881. Estudió un año en la Escuela de Diseño de Cincinnati, y comenzó una brillante carrera después de mudarse a Nueva York en 1882, estudiando en la Liga de estudiantes de arte de Nueva York y luego se matriculó en la National Academy of Design. Posteriormente se fue a estudiar a la Académie Julian en París, permaneciendo dos años y siendo alumno de Benjamin Constant, Jules-Joseph Lefebvre y Henri Lucien Doucet. Consiguió en París, en 1890, menciones honoríficas en el Salón de Artistas Franceses y en la Exposición Universal.
De vuelta a Nueva York, Curran se convierte en profesor en el Pratt Institute, en la Cooper Union y en la National Academy of Design.

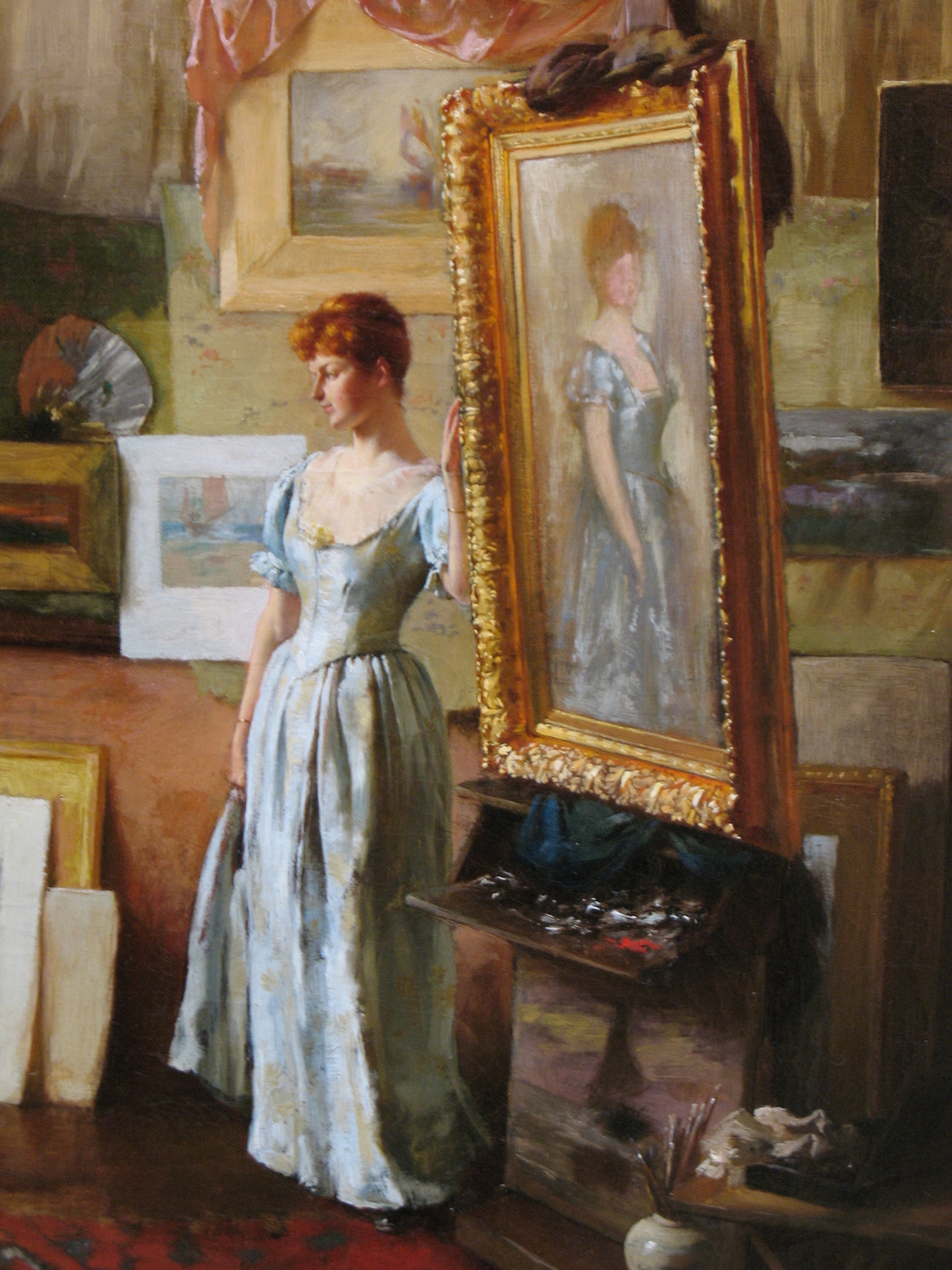
Detalle del cuadro Fair Critics, 1887.

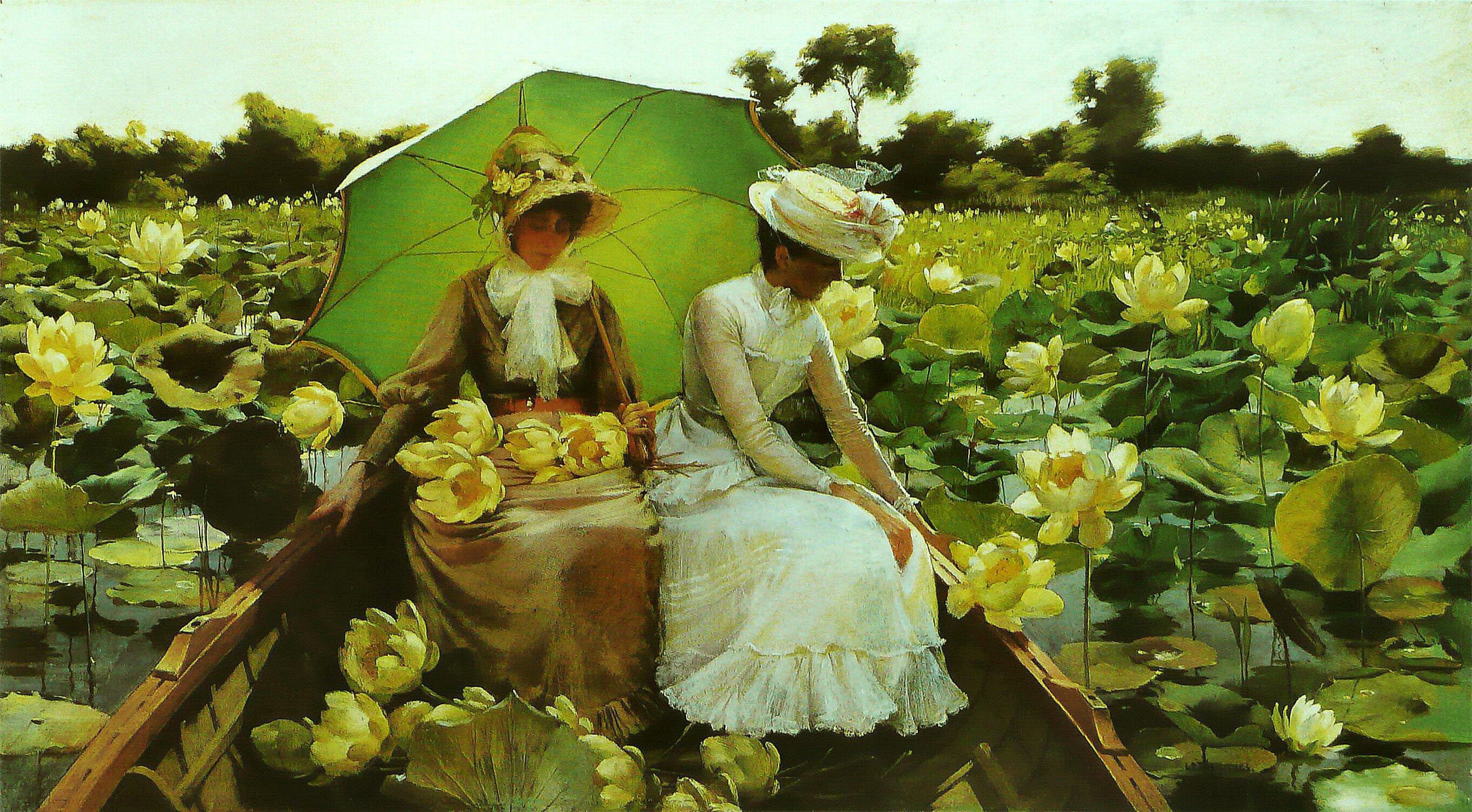
Cuadro Nenúfares, 1888.

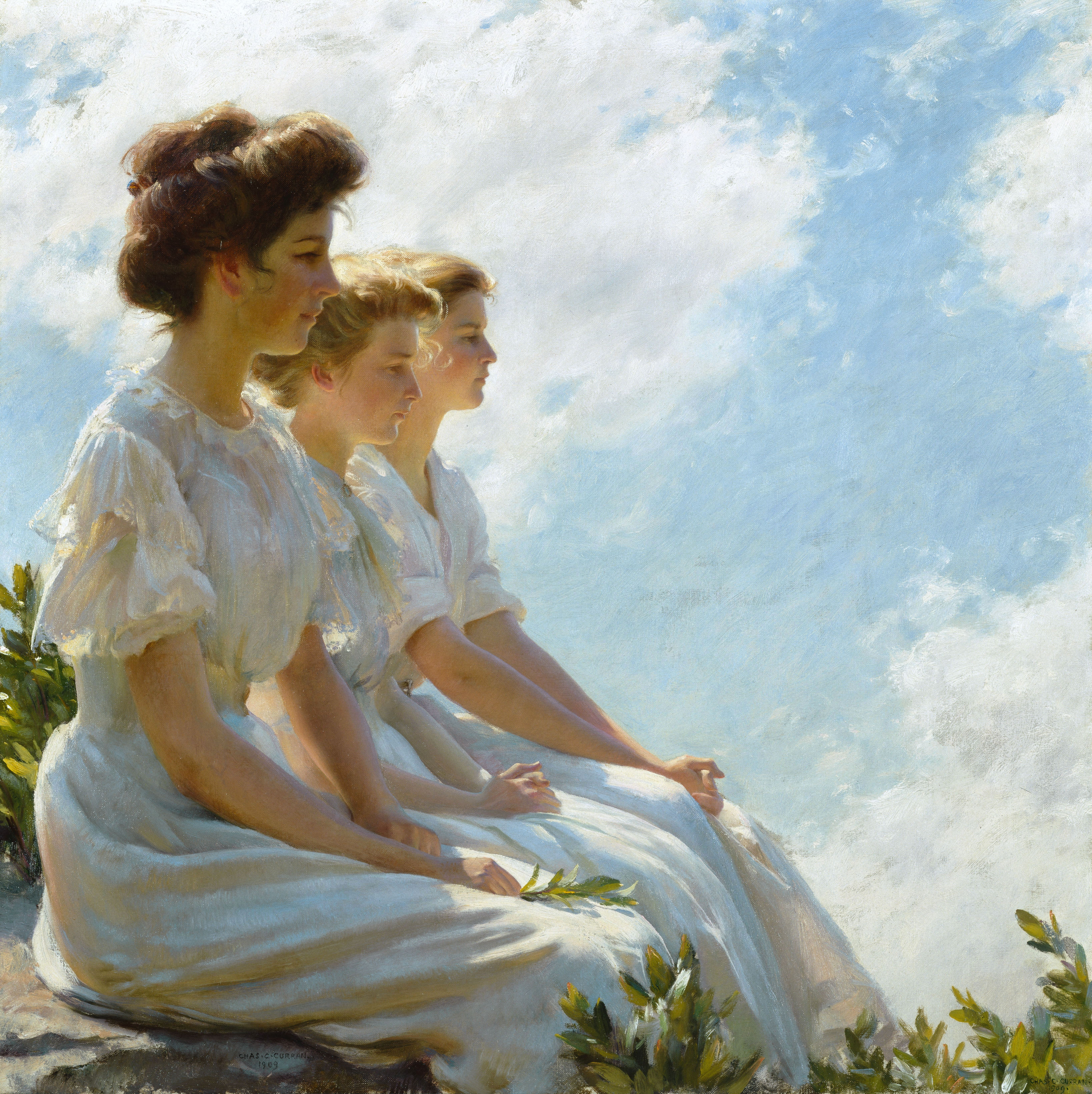
On the Heights. (En las alturas). c. 1909.

Después de casarse, se establece en Cragsmoor, en el Condado de Ulster del Estado de Nueva York dividiendo su tiempo entre su estudio y Nueva York. Curran fue un líder de la Cragsmoor Art Colony, una colonia de artistas fundada por Edward Lamson Henry. Junto a su esposa, escribieron artículos en la revista Palette and Brush. 
Curran, influenciado por el impresionismo francés, no sólo recibió reconocimiento por sus retratos, principalmente femeninos, sino que también pintó paisajes, muchos de ellos de la zona de Cragsmoor, con gran facilidad para la representación de flores y plantas y, una serie sobre los Templos Imperiales de Pekín. 

## Selección de obras
- Illumination at the exhibition. 1889
- Lotos lilies (Nenúfares). 1888
- An afternoon respite. 1894
- Heirlooms. 1922
- Betty Newell. 1922 (Retrato)
- Among the hollyhocks. 1904
- Blueberries and ferns. 1911
- The huckleberry picker. 1922
- Ladies on a hill. 1914
- Dolly's portrait. 1901
- Lucky in yellow. 1893
- Three women. 1894
- On the Heights. (En las alturas). c. 1909